# Улица Батурина (Владимир)
Улица Батурина — улица в городе Владимир. Проходит от Лыбедской магистрали на север до Рокадной дороги.
Торговый характер улицы определяет Владимирский центральный рынок (д. 14).

## История

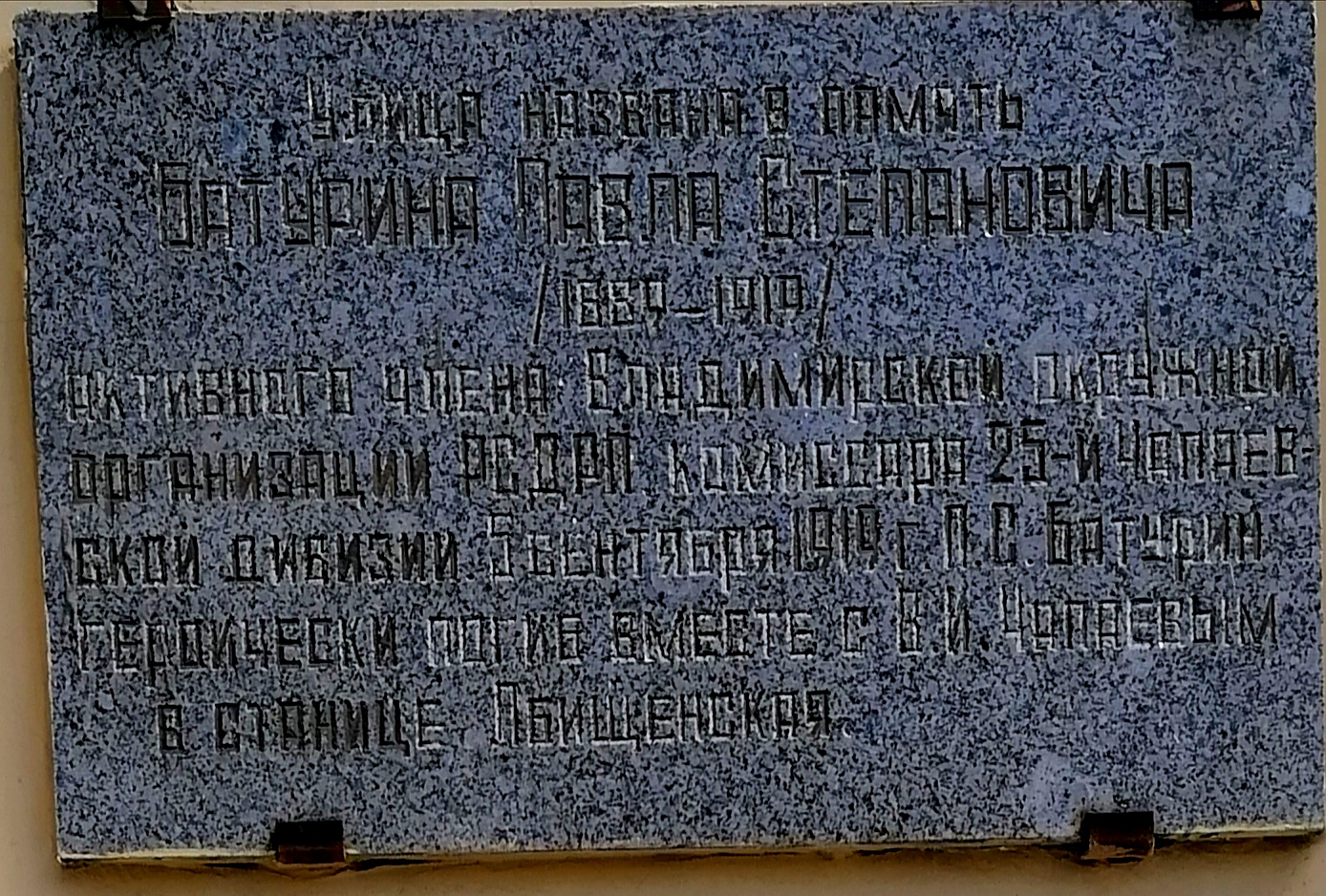
Мемориальная доска названия улицы

Первоначальное название — Воскресенский переулок. Некоторое время назывался Галкиным, по имени местного домовладельца.
По улице Батурина проследовал на конспиративную квартиру для встречи с местными социал-демократами в свой приезд во Владимир в 1903 году В. И. Ленин.
В 1927 году улица получила современное название в честь русского революционера-большевика комиссара 25-й Чапаевской стрелковой дивизии Павла Батурина (1889—1919), с малолетства жившего во Владимире.
В 1930-е годы на прилегающей к улице площади был организован колхозный рынок, со временем выросший в крупный торговый комплекс.
18 сентября 1991 года на 14 сессии Владимирского городского Совета народных депутатов была утверждена Программа топонимической реставрации города Владимир, в том числе список улиц, чьи исторические названия подлежат восстановлению, улица Батурина в их числе.

## Достопримечательности

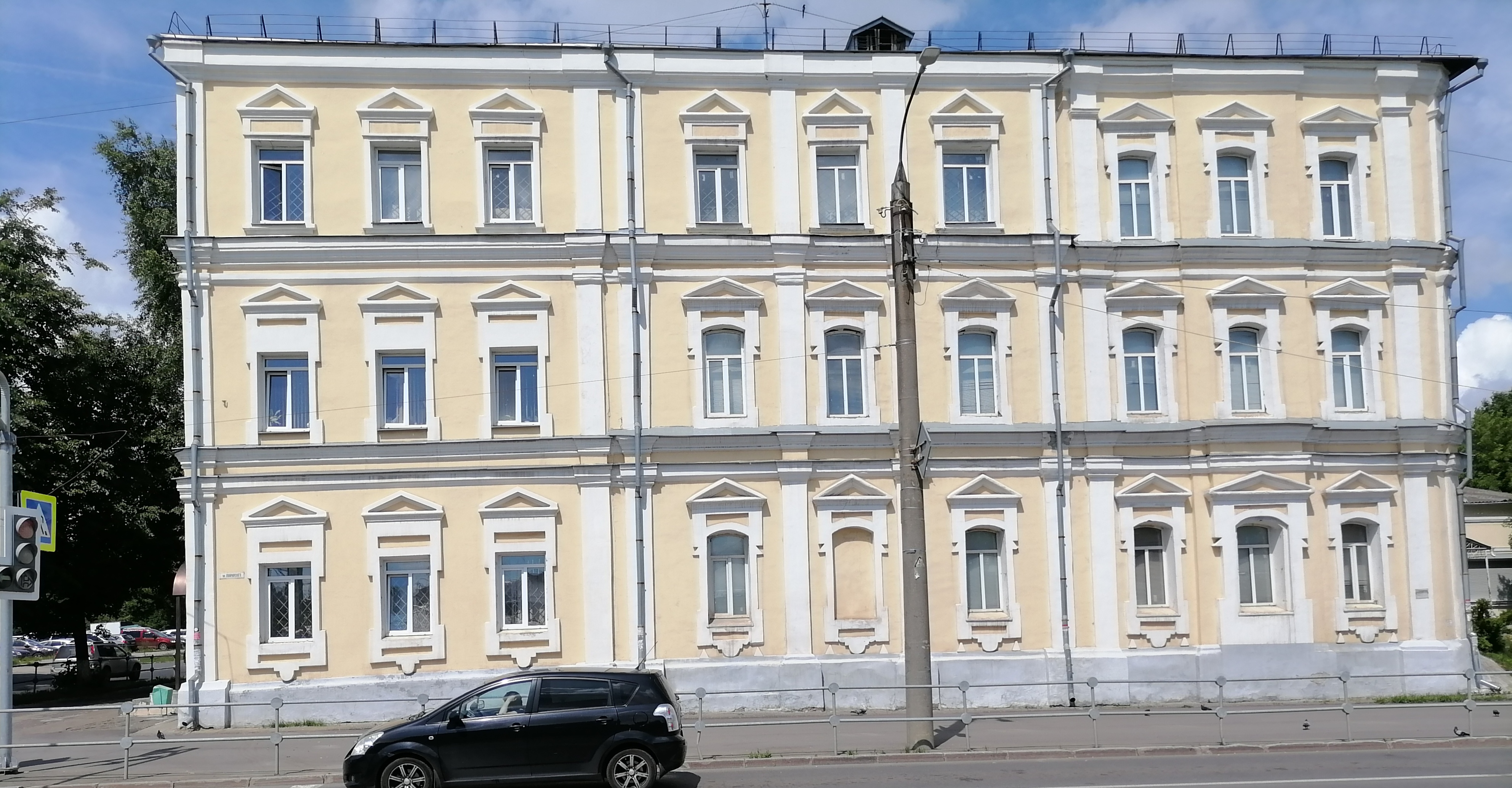
Бывшая Воскресенская церковь (перестроена под гражданское здание)

д. 8 — здание бывшей Воскресенской церкви, ныне — государственный архив Владимирской области
д. 14 — Центральный городской парк
д. 28 — завод «Электроприбор»

## Известные жители
На улице снимал комнату, в которой жил с семьёй, приехавший из Коврова писатель Сергей Никитин.